# Британский институт кино
Британский институт кино (англ. British Film Institute, сокращённо BFI) — некоммерческая организация, которая возникла в 1933 г. как частная киностудия, в 1948 г. сосредоточилась на популяризации киноискусства, а в 1983 г. окончательно перешла под государственный контроль.
Устав института утверждён королевой Елизаветой II. Институт кино публикует серию монографий о великих фильмах прежних лет и спонсирует кинопроекты начинающих режиссёров. В частности, Питер Гринуэй первые фильмы снимал на средства, выделенные BFI. 
Под эгидой Британского института кино функционируют различные культурные учреждения:
- Специализированный журнал Sight & Sound, вот уже полвека раз в десятилетие опрашивающий режиссёров и кинокритиков мира на предмет определения лучших фильмов в истории.
- Национальный киноархив (1935), который позиционируется как крупнейший в мире.
- Киноцентр на южном берегу Темзы у моста Ватерлоо.[1]
- Лондонский музей кино (открыт в 1988 г. принцем Чарльзом).

Начиная с 1956 года Британский институт кино ежегодно организует Лондонский кинофестиваль, где демонстрируются артхаусные ленты, получившие резонанс на главных кинофестивалях мира. В 1976-82 гг. институт возглавлял Джон Фримен. Специалистами института составлены следующие списки:
- 100 лучших британских фильмов за 100 лет по версии BFI
- 75 самых разыскиваемых Британским институтом кино фильмов